# Зуев, Юрий Алексеевич
Юрий Алексеевич Зуев (8 декабря 1932 — 5 (по другим данным, 3) декабря 2006 года) — советский и казахстанский китаист и тюрколог, кандидат исторических наук (1967).

## Биография
Зуев родился в городе Тюмени в семье «белых воротничков». Учился на факультете Востока Ленинградского государственного университета, успешно освоил древнекитайский язык. В 1955 году Зуев получил диплом о высшем образовании и был направлен на работу в Институт истории, археологии и этнографии академии наук Казахской ССР (Алматы). Он получил ученую степень в 1967 году. Его кандидатская диссертация «Древнетюркские генеалогические легенды как источник по ранней истории тюркских народов» сделала ряд новых открытий в социально-политической истории тюрков, предложила этимологию названия племени Ашина, проследила историческое прошлое тюркских племен, предложила гипотезу о этническом триумвирате Ашина-Ашидэ-Басмыл.
В 1980-х годах читал лекции по истории и культуре тюркских народов на историческом факультете Казахского государственного университета (ныне Казахский национальный университет имени аль-Фараби). С 1992 года — старший научный сотрудник Центра востоковедения при Институте уйгуроведения НАН РК, затем старший научный сотрудник Института востоковедения имени Р. Б. Сулейменова МОН РК.
Зуев был соавтором фундаментальных изданий по истории СССР: «Исторический атлас народов СССР», «Исторический атлас Казахской ССР», и пятитомной «Истории Казахской ССР с древнейших времен до наших дней». Работы Ю. А. Зуев включили анализ политической историю Казахстана и Средней Азии с III века до н. э. до III века н. э., история древнего и средневекового периодов, этнический состав и движение племен в Западном Тюркском каганате, предмонгольском периоде (X—XII веков) истории. Зуев писал о генезисе, этническом составе и политической истории Тюргешского каганата.
После распада СССР Зуев издал ряд работ по древней и средневековой истории кочевых народов Центральной Азии и Казахстана. Это «Сармато-аланы Приаралья (Яньцай\Абзойя)» (1995), «Древнетюркская социальная терминология в китайском тексте VIII в.» (1998) и другие.
70-летие ученого в 2002 году совпало с публикацией работы всей жизни — монографии «Ранние тюрки: очерки истории и идеологии».
Его публикации содержат около 40 крупных работ.

## Избранная библиография
- Древнетюркские генеалогические предания как источник по ранней истории тюрков. Автореф. дисс. … канд. ист. наук, Алма-Ата: 1967.
- Сармато-аланы Приаралья (Яньцай\Абзойя) // Культура кочевников на рубеже веков (XIX—XX, XX—XXI вв.): Проблемы генезиса и трансформации. Материалы международной конференции. Алматы, 1995.
- Древнетюркская социальная терминология в китайском тексте VIII в. // Вопросы археологии Казахстана. Вып. 2. Алматы-М.: 1998. С. 153—161.
- Ранние тюрки: очерки истории и идеологии. Алматы: Дайк-Пресс, 2002. 338 с. + вкл. 12 с.
- К вопросу о языке древних усуней. Вестник АН КазССР, 1957, № 15;
- Из древнетюркской этнонимики в китайской транскрипции. Вопросы истории Казахстана и Восточного Туркестана, А., 1962;
- Историческая проекция казахских генеалогических преданий (К вопросу о пережитках триальной организации у кочевых народов Центральной Азии). Казахстан в эпоху феодализма (Проблемы этнополитической истории), А., 1981;
- О формах этносоциальной организации кочевых народов Центральной Азии в древности и средневековье: Пестрая Орда, Сотня (сравнительно-типологическое исследование). Военное искусство кочевников Центральной Азии и Казахстана (эпоха древности и средневековье), сб. статей, А., 1998.